# Аскербиев, Лабазан Сабигулаевич
Лабазан Сабигулаевич Аскербиев (2 мая 1986, Волгоград, СССР) — российский и северомакедонский борец вольного стиля.

## Карьера
Уроженец Волгограда. Является воспитанником дагестанской школы вольной борьбы. В 2005 году в Краснодаре стал бронзовым призёром чемпионата России. В июне 2006 года занял второе место на международном турнире памяти Шамиля Умаханова в Хасавюрте. Через пару недель принимал участие в матчевой встрече против сборной США и мира в турнире памяти Ахмата Кадырова в Гудермесе. В 2007 году стал бронзовым призёром чемпионата России. В августе 2007 года стал серебряным призёром Турнир имени Дана Колова и Николы Петрова в Болгарии. В январе 2008 года занял третье место на турнире памяти Ивана Ярыгина. В июне 2008 года стал серебряным призёром чемпионата России в Санкт-Петербурге. В 2009 году в составе сборной России стал финалистом Межконтинентального Кубка в Хасавюрте. В 2015 году принял гражданство Республики Македонии. В июле 2015 года принимал участие на международном турнире «Степан Саркисян» в Ереване. Принимал участие в европейском квалификационном турнире, однако олимпийскую лицензию не получил.

## Спортивные результаты
- Чемпионат России по вольной борьбе 2005 — ;
- Чемпионат России по вольной борьбе 2007 — ;
- Чемпионат России по вольной борьбе 2008 — ;
- Межконтинентальный Кубок 2009 (команда) — ;